# キム・ミョンミン
キム・ミョンミン（김명민、1972年10月8日 - ）は韓国の俳優。身長180cm、体重70kg。ソウル芸術大学演劇科卒。本貫は光山金氏。

## 出演作

### 映画
- 鳥肌（2001年）
- 鏡の中に（2003年）
- スタントマン（2004年）
- リターン（2007年）
- 無防備都市（ファム・ファタール）（2008年）
- 私の愛、私のそばに（2009年）-2011年2月5日　日本公開
- 破壊された男（2010年）
- 朝鮮名探偵 トリカブトの秘密（2011年）
- ペースメーカー（2012年）
- ヨンガシ 変種増殖（2012年）
- カンチョプ (スパイ)（2012年）
- 朝鮮名探偵2 失われた島の秘密（2015年）
- 特別捜査:死刑囚の手紙（2016年）
- エンドレス/繰り返される悪夢（2017年）
- 朝鮮名探偵 鬼（トッケビ）の秘密（2017年）
- V.I.P. 修羅の獣たち（2018年）
- 長沙里9.15（2019年）

### ドラマ
- 男大冒険（1996年、SBS）
- 父と息子（1999年、SBS）
- カイスト（1999年-2000年、SBS） - カン・ヒョヌ役
- 怒った顔で振り返れ（2000年、KBS） - キム・ソッキュ役
- お熱いのがお好き（2000年、MBC） - チェ・ジンサン役
- 花よりも美しく（2004年、KBS） - チャン・インチョル役
- 不滅の李舜臣（2004年、KBS） - 李舜臣役
- 不良家族（2006年、SBS） - オ・ダルゴン役
- 白い巨塔（2007年、MBC） - チャン・ジュンヒョク役
- ベートーベン・ウィルス（2008年、MBC） - カン・マエ（カン・ゴヌ）役
- ドラマの帝王（2012年-2013年、SBS） - アンソニー・キム役
- 弁護士の資格（2014年、MBC） - キム・ソクジュ役
- 六龍が飛ぶ（2015年-2016年、SBS） - チョン・ドジョン役
- 私たちが出会った奇跡（2018年、KBS） - ソン・ヒョンチョル役
- ロースクール（2021年、JTBC） - ヤン・ジョンフン役

### ドキュメンタリー
- キム・ミョンミンはそこにいなかった（MBC、2009年）

### アルバム
- Kim Myung Min Classics Maestro（2009年）